# 루이스 클라크 탐험

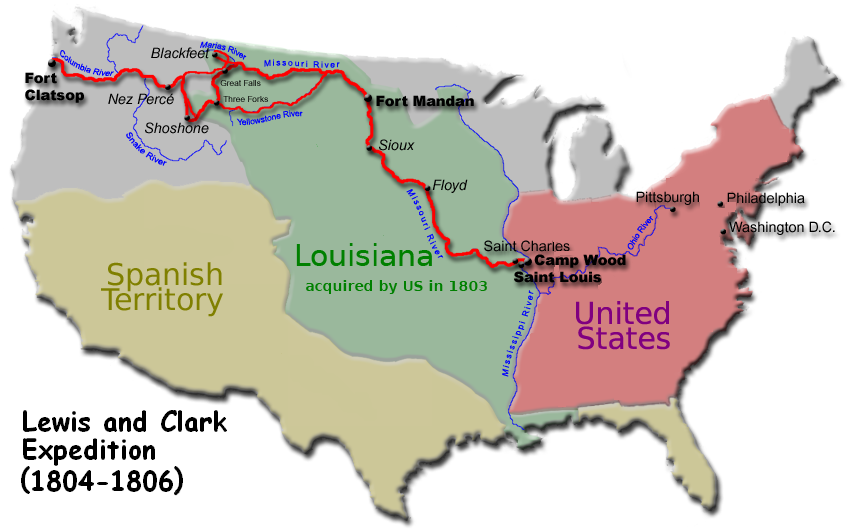
경로

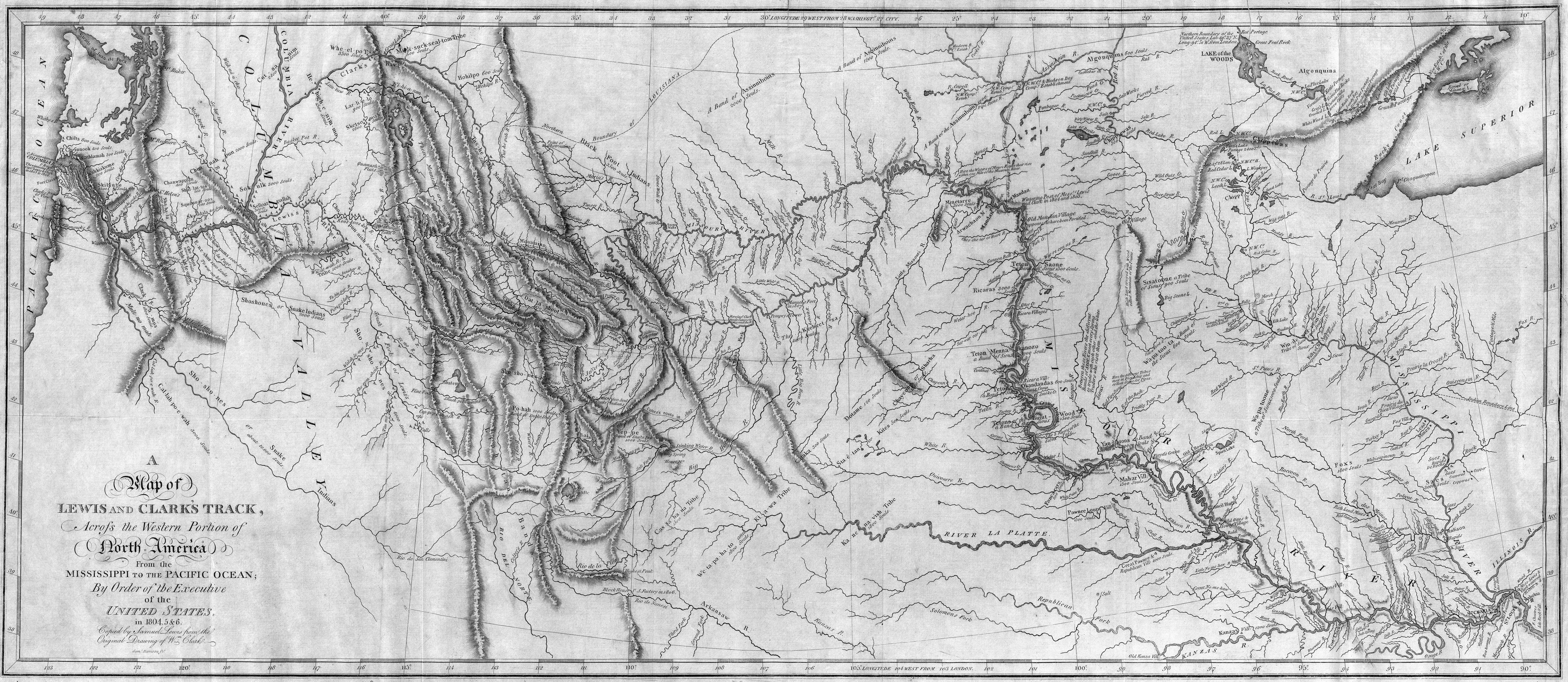
컬럼비아강, 미주리강, 로키산맥을 처음으로 정확히 묘사한 루이스 클라크 탐험대의 지도

루이스 클라크 탐험(Lewis and Clark Expedition)은 미국의 대통령 토머스 제퍼슨의 명령으로 메리웨더 루이스와 윌리엄 클라크가 진행했던 탐험으로 루이지애나 매입 직후 1804년에서 1806년 이뤄졌으며 현재 미국을 가로질러 태평양에 이르는 경로에 따라 진행됐다.
이 탐험은 토머스 제퍼슨(Thomas Jefferson) 대통령에 의해 1803년에 루이지애나 매입(The Louisiana Purchase) 후 메리웨더 루이스(Meriwether Lewis) 대위와 그의 동료 윌리엄 클라크(William Clark) 소위의 지휘하에 미군 지원자를 뽑아 실행되었다. 그들의 탐험은 1804년 5월부터 1806년 9월까지 이어졌다. 이 탐험의 주요한 목적은 새로이 얻은 영토를 조사하고 미주리 강 북서쪽을 따라 그 땅이 컬럼비아 강에 연결되어 있는지 혹은 근접해 있는지 알아보는 것이었다. 탐험하는 동안 루이스와 클라크는 대륙을 가로지르는 확실한 경로를 찾아내는 것을 목표로 삼았고 그럼으로써 다른 나라들에게 그 땅이 미국의 영토임을 주장할 수 있었다.
이 탐험의 두 번째 목적은 과학적이고 경제적인 것으로서 그 지방의 동식물 생태계, 지리, 그리고 천연자원들을 연구하는 것이었다. 탐험대는 이 탐험에서 그 지역의 수 많은 원주민들과 거래함으로써 얻은 정보들로 많은 강과 호수를 발견하였고 그 과정 동안 그린 그림들, 여행기록과 지도를 1806년 토머스 제퍼슨 대통령에게 전달했다.

## 개요
제퍼슨 대통령 본인의 말에 따르면 본 탐험의 목적 중 하나는 미대륙을 가로지르는 가장 실용적이고 직접적인 상업용 수로를 찾는 것이었다. 또한 제퍼슨 대통령은 수많은 원주민이 거주하고 있는 미주리 강 유역의 땅에 대한 미합중국의 소유권을 확보하는 것과 당시 성사 된지 얼마 안 된 루이지애나 매입으로 인해 얻어질 자원의 양을 파악하는 것 또한 중요시 했다.
비록 루이스 클라크 탐험이 과학계에 지대한 공헌을 해냈지만과학적 탐사 그 자체는 탐험의 주요 목적이 아니었다. 루이스 클라크 탐험은 1876년 미국 만국 박람회가 열리기 전까지 좀처럼 역사서에서 언급되지 않았고 그 뒤 점차 잊혀졌다. 세인트 루이스에서 열린 루이지애나 매입 박람회(1904)와 포틀랜드에서 열린 루이스 클라크 탐험백주년 기념 박람회(1905) 가 진행된 20세기에 들어서야 새로이 세간의 주목을 받기 시작했지만 큰 관심을 받지는 못했고 오십 년대가 넘어가서야 비로소 본격적으로 세인의 주목을 받았다.

## 준비 과정
몇 년 동안 제퍼슨은 탐험가들의 서쪽 경계의 부분에 대한 다양한 모험 이야기를 접해왔고, 대륙의 미탐험 지역을 탐사하는 것에 대해 큰 흥미를 갖고 있었다.
1780년대, 제퍼슨은 프랑스 공사 시절 파리에서 탐험가 존 레드야드를 만났고 태평양 북서쪽을 향한 탐험에 대해 토의했다. 제퍼슨은 또한 쿡의 세 번째 항해 이야기인 제임스 쿡 선장의 ‘태평양을 향한 항해(A Voyage to the Pacific Ocean)’를 읽었고 ‘르 페쥐 두 프랏츠(Le Page du Pratz'z), 루이지애나의 역사(The History of Louisiana)’는 그가 탐험을 결정하는데 결정적인 영향을 끼쳤다.
제퍼슨 또한 쿡 선장처럼 북서쪽을 통해서 태평양 연안으로 가는 실용적인 루트 발견하길 원했다. 그러나 결정적으로 그에게 신속한 영토 보호의 중요성을 각인시킨 것은 영국이 수익성이 좋은 콜럼비아 강의 모피 거래를 장악하려는 의도의 드러낸 1801년 알렉산더 맥켄지의 출간물 몬트리올로부터의 여정(Voyages from Montreal) 이었다. 제퍼슨 대통령은 이 출간물을 1802년 몬트리올에서 읽었다.
대통령 즉위 2년간, 토머스 제퍼슨 대통령은 의회에 루이지애나를 통해 태평양으로 가는 탐험의 기금을 청구했다. 제퍼슨은 스페인, 프랑스, 영국으로부터 루이스 클라크 탐험을 숨기려고 하지 않았지만 오히려 그의 정적(政敵)으로부터 탐험의 동기를 숨기기 위해 다른 이유를 주장했다. 의회 안의 반대편 정당과의 좋지 않은 관계로 인해 그는 기금을 요청하기 위해 비밀 메시지를 사용하였다.
1803년에 제퍼슨은 탐험대를 위임했다. 그 리더로 미합중국군 대령 메리웨더 루이스를 임명했고 루이스는 부대장으로 윌리엄 클라크를 지명했다. 제퍼슨은 자격이 갖춰져 있는 과학자가 아닌 루이스를 탐험대의 임원으로 선택했는데 그 이유인 즉 식물학, 지리학, 광물학, 천문학과 함께 인성, 끈기, 숲 생활에 익숙함, 토착 인디언들의 풍습과 인성에 통달한 인재는 매우 드물지만 루이스는 이 모든 조건에 부합해서였다.
루이스는 개척자로서 뛰어난 기술과 잠재력을 보여줬다. 탐험이 승인 받고 투자가 성사 됨에 따라 제퍼슨 대통령은 탐험의 준비를 도왔다. 1803년, 제퍼슨의 지시에 따라 루이스는 의사이자 인도주의자인 벤자민 러시의 지도 하에 의학, 약학적 지식을 배웠고, 또한 천문학자 앤드류 일리컷에게 육분의자리와 다른 탐험 장치들의 사용법을 배웠다.
루이스는 과학에 대해 결코 무지하지 않았다. 그는 제퍼슨 대통령에게 뛰어난 학습 능력을 보여줬고 특히 제퍼슨 당신에게 배울 때에도 그러했다.제퍼슨은 몬티첼로에 미대륙의 지리학에 관해선 세계에서 가장 큰 규모의 도서관을 보유하고 있었고 루이스는 그 도서관에 자유로운 접근이 허용되었다. 그는 많은 시간을 지도와 책을 찾아보고 방대한 주제에 대해서 제퍼슨과 함께 상의 했다.이 때에 루이스 또한 쿡 선장의 태평양을 향한 항해 (A Voyage to the Pacific Ocean)와 르 페쥐 두 프랏츠(Le Page du Pratz’z), 루이지애나의 역사(The History of Louisiana)를 읽었다.
루이스와 클라크는 1803년 10월 루이스빌 근처 오하이오 폭포(Falls of Ohio)에서 만났다. 그리고 떠나기 전에 핵심의 "9명의 젊은 남자"가 탐험대에 참가하였다. 그들의 목적은 루이지애나 매입으로 얻어진 많은 영역들을 탐험하고 미주리강 유역에 사는 토착민들과의 무역로 개척과 그들에 대한 미국의 통치권을 확립하는 것이었다. 제퍼슨 대통령은 또한 유럽인들이 그 권리를 주장하기 전에 미국의 주둔을 문서화함으로써 북서쪽 태평양 연안 지역과 오리건 영역을 미합중국이 발견했다고 주장하길 원했다. 일부 역사학자들에 의하면 제퍼슨은 그의 탐험대가 북서쪽 태평양 연안 지역의 동식물에 대한 과학적 정보를 수집한다면 훗날 그 지역에 대한 소유권을 주장하는 것에 힘을 실어줄 수 있다고 판단했다 한다. 그러나 실상 그의 주요한 목적은 태평양 연안과 무역으로 향하는 모든 물길을 찾는 것이었다.
출발 전 너의 제퍼슨 대통령의 지침에는 이렇게 쓰여져 있다.
“너의 임무의 목적은 미주리강과 그것의 각 주요 하천이 그것의 경로와 태평양과 연결되어 있는지 탐험하는 것이다. 콜럼비아, 오리건, 콜로라도 혹은 다른 강 중 어떤 것이 상업적으로 가장 실용적이고 직접적인 길인지 탐험하라.”
미국 조폐국은 인디언 평화 메달 또는 평화 메달이라고 불리는 제퍼슨 대통령의 초상화와 평화와 우정의 메시지가 새겨진 특별한 은메달을 준비했다. 탐험대원들은 그들이 발견한 국가들에 이 메달을 나눠주었고 이러한 것들이 토착민들에 대한 미국의 통치권을 상징화했다. 이 탐험대는 그들의 군인에게 화력을 보여주기 위해 진보한 무기를 준비했다. 그 중에는 44 직경의 사슴을 죽이기에 충분히 강력한 공기총도 있었다.
탐험대는 충분한 양의 화약과 총기 및 화기, 칼, 대장장이 도구와 지도제작 장비 등을 준비하였으며 또한 깃발과 선물 꾸러미, 약과 그들의 여행에 필요한 다른 도구들을 챙겼다. 준비 시간의 대부분은 이러한 장비를 챙기느라 소모하였다.
탐험대는 탐험 루트에 따라 미주리 강 상류를 시작으로 콜럼비아 강을 경유해 태평양까지 이르렀다. 이러한 결정은 당시보다 백여 년 전 같은 루트를 택했던 인디언 탐험가 몽카트 아페(Moncacht-Apé)의 대륙 횡단 탐사에 영향을 받았을 가능성이 있다. 제퍼슨은 그의 도서관에 그 탐사에 대해 자세히 기술한 르 페쥐의 책을 소장하고 있었고 루이스는 그의 여정 내내 그 책의 복사본을 갖고 다녔다. 르 페쥐의 저서에는 몽카트 아페가 로키산맥을 지났던 내용을 누락하고 있는데 이 때문에 루이스와 클라크는 미주리 강의 상류에서 컬럼비아 강 서쪽 하류까지 배를 운반할 수 있을 거라는 잘못된 판단을 하게 하였다.

## 여정
1803-1804년 겨울, 현재 일리노이 주 우드리버 근처 인디애나 지역의 집결지 캠프 뒤부아 (캠프 우드)에서 했던 훈련에 29명의 참가자를 포함, 총 33명의 인원이 탐험에 참가했다. 1804년 3월, 뉴멕시코에서 스페인인들은 미국의 제임스 윌킨슨 장군(훗날 보수를 받는 스페인 왕조의 고용인으로 밝혀진다.)에게서 미국인들이 스페인의 영토를 침범했다는 정보를 듣게 된다. 8월 1일, 스페인인들은 루이스와 클라크를 가로막고 모든 탐험대를 가두기 위하여 52명의군인, 용병, 그리고 페드로 비알(Pedre Vial)과 호세 하르베트(Jose Jarvet) 수하의 북쪽 산타페 인디언들로 이루어진 네 부대의 무장탐험대를 보냈다. 그들이 중앙 네브래스카 플랫강 위의 포니취락에 도달했을 때, 그들은 탐험대가 수일 전에 그곳에 있었었다는 것을 알게 됐지만, 그 당시 탐험대가 하루에 70~80 마일 씩을 행군 하고 있었기 때문에 탐험대를 가로막으려는 비알의 시도는 실패로 끝이 났다.

### 출발
원정대는 1804년 5월 14일 오후 4시 캠프 뒤보아에서 출발하여 미주리 주의 세인트 찰스에서 루이스를 만났다. 얼마 후 탐험대는 미주리 강 서쪽을 따라 태평양 연안으로의 여정을 시작했다. 그들은 미주리 강 내 유럽계 미국인들의 마지막 정착지가 남아 있는 라 샬럿을 곧바로 통과했다.
탐험은 지금의 미주리 주 캔자스 시티와 네브래스카의 오마하가 있는 미주리를 경유해 진행되었다.
1804년 8월 20일, 찰스 플로이드 병장(Charles Floyd)이 극심한 맹장염으로 사망하였다. 그는 탐험 중 유일하게 사망한 사람이었으며, 원정대를 주도한 사람 중 한 명이었다. 그는 강 연안에 묻혔으며, 그 강은 그의 이름을 따 플로이드 연안(지금의 아이오와 주 수 시티)이라고 명명되었다. 그가 묻힌 장소는 그의 이름과 사망 날짜가 새겨진 삼나무 기둥으로 표시되었다. 강 연안을 따라 1마일 정도 걸은 뒤 원정대는 작은 강 근처에 머물렀으며 플로이드 강이라고 이름을 붙여주었다.
8월의 마지막 주가 지나고 루이스와 클라크는 그레이트플레인스의 가장자리에 도달했다. 그 곳은 엘크, 사슴, 들소, 그리고 비버들로 가득했다.
루이스 클라크 원정대는 아무 도움도 없이 혹한 속에서 극심한 굶주림에 시달리며 로키산맥에서 길을 잃었을 때 24개의 토착 국가들과 공식 외교관계를 수립했다. 토착민들과 라코타 국(미국인들이 수 혹은 테톤 완 수라고 명명)은 원정대를 만났을 때 곤경에 처해 있었으며, 양쪽이 전투를 벌일 만한 상황에 놓여 있었다. 해리 W. 프리츠는 "미주리 강을 초기에 여행했던 사람들은 모두 이 강하고 호전적인 민족에 대해 경고했으며 강에서의 자유 무역을 봉쇄할 것이라고 확신하였다…… 수 족은 또한 오마하 원주민들에 의한 남쪽으로의 보복 기습이 있을 거라 예상하고 있었다. 최근 수 족의 기습으로 인해 75명의 오마하 인이 죽었으며, 40채의 오두막집이 불타버렸고 48명이 포로로 잡혀갔다."라고 말했다.
탐험대가 갖고 있던 말들 중 한 마리가 사라졌고, 분명 수 족에게 책임이 있다고 그들은 믿었다. 후에 양쪽이 만났는데 의견 충돌이 생겨났다. 수 족은 이곳에 머무르든지 아니면 그들의 영역을 지나가기 전에 더 많은 공물을 달라고 요구했다. 몇 번이나 그들이 거의 싸울 뻔한 위기가 찾아온 가운데 양쪽 다 후퇴했고 원정대는 계속해서 아리카라 족의 영토를 지나갔다. 클라크는 그들이 "호전적"이었고 야만족 중 최악의 범죄자라고 기록했다.
1804년에서 1805년으로 넘어가는 겨울에 원정대는 지금의 노스다코타주 와시번에 해당하는 포트 맨던을 지었다. 족장은 루이스와 클라크에게 자신들의 영역을 지나갈 수 있게 배 한 척을 달라고 요구했다. 긴장상태가 최고조에 다다르고 루이스와 클라크는 싸울 태세를 갖췄으나, 끝내 양쪽은 후퇴를 하고 말았다. 미국인들은 서부 연안을 지나갔고 겨울을 보내기 위해 맨던 족의 영역에서 야영을 하였다. 원정대가 야영 준비를 마친 뒤, 근처에 살고 있던 상당수의 토착민들이 밤중에 잠시 머물기 위해 찾아왔다. 며칠이 지나고 루이스와 클라크는 맨던족 원로들로 구성된 의회를 만났다. 그 곳에서 그들은 프랑스계 캐나다인인 모피 사냥꾼 투상 사르보누와 그의 쇼숀족 아내인 사카가위아를 만났다. 이 때부터 사르보누는 원정대의 통역으로 함께 하기 시작했다. 평화는 원정대와 맨던족 원로들이 평화적 의미의 맨던식 담배 파이프를 나눠 피면서 성립되었다.
4월 25일에 루이스 대령은 원정대의 여정 과정과 그들이 마주쳤던 인디언 국가에 대한 관찰결과를 담은 보고서 루이지애나 지역 인디언 부족에 관한 통계적 관점을 작성하였다. 보고서에는 수많은 부족의 명칭과 그들이 사는 위치, 무역관습과 수로 사용, 그 외에 많은 것들이 서술되어 있는데 제퍼슨 대통령이 후에 의회에서 발표하였다.
그들은 미주리 강을 따라 상류천과 레미 산로에 있는 컨티넨탈 분수령 너머를 향해 갔다. 그들은 클리어워터 강과 스네이크 강, 컬럼비아 강이 흐르는 산 어귀를 따라 세실로 폭포, 그리고 윌라메트 강과 컬럼비아 강이 만나는, 지금의 오리건 주 포틀랜드에 해당하는 지역을 통과했다. 루이스는 수월한 항해를 위해 성층 화산을 찾고자 윌리엄 로버트 브라우튼이 1792년에 작성했던 기록과 지도를 사용했다.
원정대는 두 번째 혹한을 맞이하였으며 1805년 11월 24일 컬럼비아 강 남쪽에서의 야영 여부와 더불어 클랫섭 요새를 짓는 것에 대해 투표를 하였다. 이 때 사카가위아와 클라크의 노예 요크는 투표에 참여할 수 있었다. 또한 이것은 미국 역사에 있어 여자와 노예가 최초로 투표에 참여한 사건으로 간주할 수 있다. 식량 부족은 탐험을 방해하는 주요 요인이었고 그들이 식량의 근원으로 사용했던 엘크가 사냥에서 벗어나 산으로 도망치면서 그들은 이웃 부족들에게서 식량을 구매하기에 급급한 상태에 놓여졌다. 루이스는 4월 1일까지 요새에 머물기로 결심하였으나 최대한 빨리 이동하기를 희망하였다. 3월 22일까지 폭풍우가 몰아치다 잠잠해진 뒤 다음 날 아침이 되어 원정대는 카누를 타고 본국으로 돌아가기 위한 여정을 시작했고 무사히 도착했다.
7월 3일, 컨티넨탈 분수령을 건너기 전에 원정대는 두 무리로 갈라졌고 루이스의 무리가 마리아스 강을 탐험하게 되었다. 4명으로 구성된 루이스의 팀은 몇 명의 블랙핏 족 사람을 만났다. 밤중에 블랙핏 족은 그들의 무기를 훔치려 시도하였고 사투 끝에 군인들이 두 명의 블랙핏 인을 죽였다. 루이스, 드루이야드, 그리고 필드 형제는 하루에 100마일 (160킬로미터) 이상의 강행군을 하였다.
한편, 클라크는 크로우 족의 영지에 들어갔다. 밤이 되어 클라크가 보유하고 있던 말의 절반이 사라졌고 크로우 족 또한 보이지 않았다. 루이스와 클라크는 그들이 8월 11일 옐로스톤과 미주리 강에 도착할 때까지 잠시 떨어져 있었다. 재결합하기 전에 클라크의 사냥꾼 중 한 명인 피에르 크루자트가 엘크 사냥을 하는 데 루이스의 허벅지에 부상을 입히는 실수를 저질렀다. 갈라졌던 탐험대가 다시 만나고 원정대는 미주리 강을 경유하여 귀환하기 시작했다. 1806년 9월 23일 그들은 세인트 루이스에 도착했다.

### 귀환
탐험대는 합법적인 땅의 소유권을 주장하기 위해 지도를 제작하고 자신들의 존재를 확고히 하면서 태평양에 도달하고자 하는 목표를 충족시켰다. 그들은 역시 최소 24개의 원주민 국가들과 외교 및 무역 관계를 맺었지만 태평양으로 연결되는 물길은 찾지 못했다. 귀환은 3월 23일 시작되었다. 탐험대는 클리어워터 강의 북쪽 면을 따라 아이다호에 위치한 쵸푸니시 캠프를 향해 출발했다. 탐험대의 멤버들이 현재의 아이다호와 몬태나 서부 사이에 놓여있는 비터루산을 건너기 위해 65마리의 말을 모았지만 그러나 그 지역은 여전히 눈으로 뒤덮여 있어 탐험대가 지나갈 수 없었다.
4월 11일, 눈이 사라지길 기다리는 동안, 루이스의 개가 인디언들에 의해 도둑맞았으나, 얼마 안 되어 회수할 수 있었다. 기타 이러한 행위들이 계속될 것을 염려한 루이스가 인디언 추장에게 더 이상의 잘못된 행동이나 장난행위는 즉시 사망을 초래할 것이라고 경고했다.

## 지리학적, 과학적 소산
루이스 클라크 탐험대는 북서부 아메리카 지리에 대한 지식을 얻었고 최초로 그 지역에 대한 정확한 지도를 만들었다. 탐험기간 동안 루이스와 클라크는 약 140장정도의 지도를 그렸다. 스테판 엠브로스는 이 탐험은 그 지역의 주요 윤곽을 채웠다고 말했다.
탐험대는 토착종족들에게는 알려져 있지만 유럽 출신 이민자들에게 전에는 알려지지 않은 천연자원과 식물들을 문서에 기록을 했다. 루이스와 클라크는 최초로 아메리카 대륙 경계선을 가로지르고 옐로우스톤을 발견하고 몬태나에 들어가고 다른 지역들을 공식적으로 묘사한 미국인이다. 탐험대의 북서태평양 방문, 지도, 그리고 깃발과 메달로 한 주권 선언은 발견 방책 아래에 각각 토착 국가들의 영토에 대한 정당성 확립에 필요한 과정이었다.
루이스 클라크 탐험대는 미국 철학회라는 제일 뛰어난 지지자이자 수익자를 가지고 있었다. 토머스 제퍼슨이 하달한 그들의 임무는 굉장히 과학적이라고 볼 수 있다. 특별히 그들은 지리학, 천문학, 인류학, 기후학, 광물학, 기후학, 식물학, 조류학, 그리고 동물학 관련 지식을 교육받았다.
탐험대는 과학계에 200종 이상의 새로운 동식물과 최소 72종의 토착생물을 기록했다.
제퍼슨은 탐험대로 하여금 유럽 식민정복자들이 했던 것과 같이 주권 선포와 토착부족들이 후에 확실히 미국에 종속되게 하기 위해 무력 시위를 지시했다. 탐험 후, 몇 년 사이에 만들어진 이 지도가 방대한 영토의 더 많은 발견과 정착을 가능케 했다.
1807년, 미합중국 이병 패트릭 개스는 탐험에 대한 보고서를 출판했다. 탐험기간 동안 그는 병장으로 진급했다. 폴 알렌은 1814년에 필라델피아에서 편찬된 루이스 클라크 탐험대에 대한 두 챕터에 가량의 내용을 실제 저자인 은행가 니콜라스 비들에 대한 언급 없이 편집했다가 최근에 들어서야 완벽한 탐험보고서가 대중에 출판되었다. 최초에 쓰여진 루이스 클라크 잡지 편집서는 몬태나 대학 머린 앤드 마이크 맨스필드 도서관에 보관되어있다.

## 인디언과의 조우

### 발견
토머스 제퍼슨에 의해 지휘된 탐험대의 최초 목표중 하나는 새로 획득한 지역과 북서쪽에 거주하는 여러 인디언 부족들의 행방, 삶, 활동 그리고 문화를 관찰하고 기록하는 것이었다.
탐험대는 탐험 중에 수많은 부족들을 만났다. 그중 많은 부족들이 그들에게 도움을 주고, 탐험대에게 황야와 음식을 구하는 방법에 대한 지식을 제공했다. 탐험대는 기본 준비물로 무기, 화약, 도구 그리고 주방용품을 가지고 있었고, 탐험 중에 있을 수 있는 만남과 과학적 정보, 지리적 정보 등을 기록할 목적으로 가죽커버의 빈 여행일지와 잉크를 가지고 있었다.
또한 탐험대는 여정 중에 만날 수 있는 수많은 인디언 족장과의 통행 협상 중 긴장을 완화시킬 수 있는 메달, 리본, 바늘, 거울 그리고 기타 공예품 등의 많은 선물들을 나라로부터 제공받았다. 많은 부족들이 이전에 영국과 프랑스 모피 상인들과 친근한 관계를 가졌기 때문에 미주리 강과 콜럼비아강을 따라가다 있었던 많은 원주민과의 조우에서 탐험대는 1804년 9월 25일 타슝케 윗코 휘하의 테톤-수족과 파르티잔 부족을 제외하고는 어떠한 부족으로부터도 적대행위를 받지 않았다.
두 부족은 숙적관계였고 자신들의 이익을 위해 탐험대를 이용하려 했으며 탐험대에게서 강을 지나는 통행의 대가로 공물을 요구했다. 메리웨더 루이스는 수족장에게 먼저 선물을 제공해서 파르티잔 족장을 화나게 하는 실수를 저질렀다. 탐험대의 유일한 수족 언어 통역사 피에르 도리언이 다른 부족들과 방관하는 태도를 취하고 다른 부족과의 외교업무에도 관여되어 있어서 교류가 어려웠다. 결국 두 족장 모두 몇가지 선물을 받았지만 어느 쪽도 만족하지 않았다.
그 시점에 파르티잔 부족의 몇몇 전사들이 탐험대가 노를 잡고 배타는 것을 방해했다. 루이스는 단호한 태도를 취하여 무력시위를 하라 명령했고 클라크는 그의 칼을 휘두르는 제스처로 폭력적인 보복이 있을 것이라 위협했다. 상황이 폭력적인 대결로 발전하기 직전, 타슝케 윗코는 그의 전사들에게 물러날 것을 지시했다. 계속되는 외교와 더 많은 선물과 위스키 덕분에 탐험대는 더 이상의 사고 없이 지나 올 수 있었다.
다음 이틀 동안 탐험대는 타슝케 윗코의 부족에서 멀지 않은 곳에 캠프를 했다. 그들이 떠나려고 할 때 또 비슷한 사건이 있었지만, 그땐 담배와 더 많은 선물로 또 한번 무사히 지날 수 있었다.

### 사카가위아(Sacagawea)
사카자위아(Sakajawea) 혹은 사카가위아(Sakagawea) 등으로도 불리며 그녀의 배우자 투상 사르보누와 함께 태평양을 향한 탐험에 동참한 쇼숀족 인디언 여성이다. 그녀가 탐험대와 조우한 지 몇 주 뒤인 1805년 2월 11일, 사카가위아는 산통이 와 남자 아이를 낳게 되는데, 그녀의 매우 길고 고통스러운 산통을 완화시키고자 당시 곁에 있던 프랑스인 사르보누는 그녀에게 방울뱀의 꼬리로 만든 약을 먹기를 제안했다. 루이스와 함께 그 약을 먹은 지 얼마 지나지 않아 그녀는 건강한 남자아이를 출산했고 장 바티스트 사르보누라 이름 붙였다.
1805년6월16일, 탐험대가 마리아 강에 도착했을 때에 사카가위아는 건강이 심각하게 악화되는데 이때 유황 온천에서부터 강물로 섞여 들어온 광천수를 섭취하고 건강을 되찾게 된다.
비록 사카가위아가 자주 문학작품에 등장하긴 했지만 그 중 대부분의 정보는 과장되거나 허구이다. 학자들의 말에 따르면 그녀는 몇몇 지형을 알아보긴 했지만 탐험대에서 안내 보다는 통역 혹은 기타 역할을 맡았다 한다. 여자와 유아의 모습은 토착 원주민들에게 온화한 인상을 심어주었고 상대편 우두머리와의 대화를 담당하거나 평화로운 선교활동을 하는 등 외교적인 방면에서 중요한 역할을 담당하였다.
클라크는 사카가위아를 높이 평가하고 차후 몇 년 동안 그녀와 아이들에게 도움을 주기도 했지만 루이스는 그의 저서에서 클라크와는 달리 ‘야만인’ 혹은 ‘미개인’ 등 부정적인 평을 하기도 하였다.

## 같이 보기
- 게이트웨이아치 국립공원